# Silurus

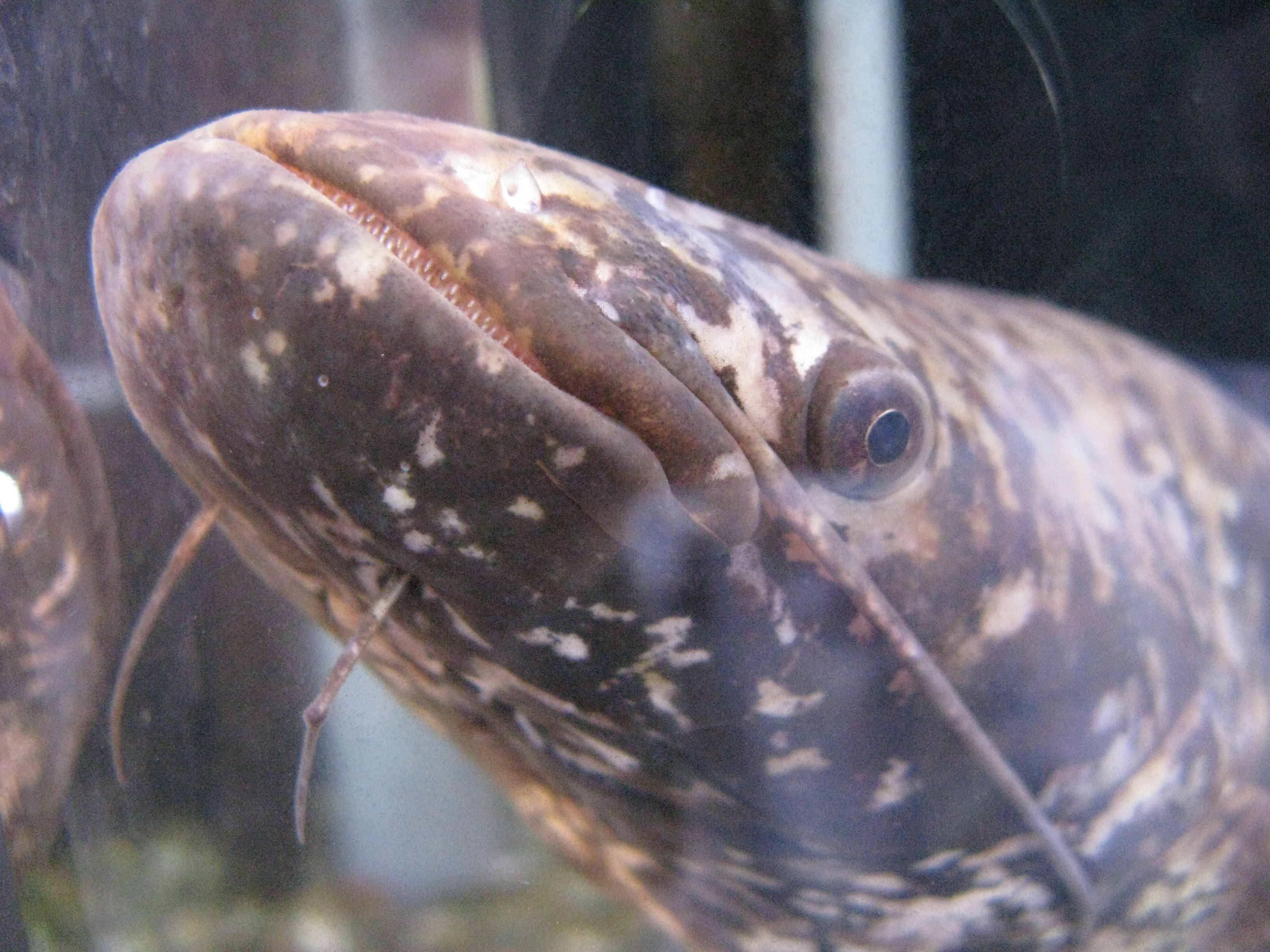
Silurus lithophilus

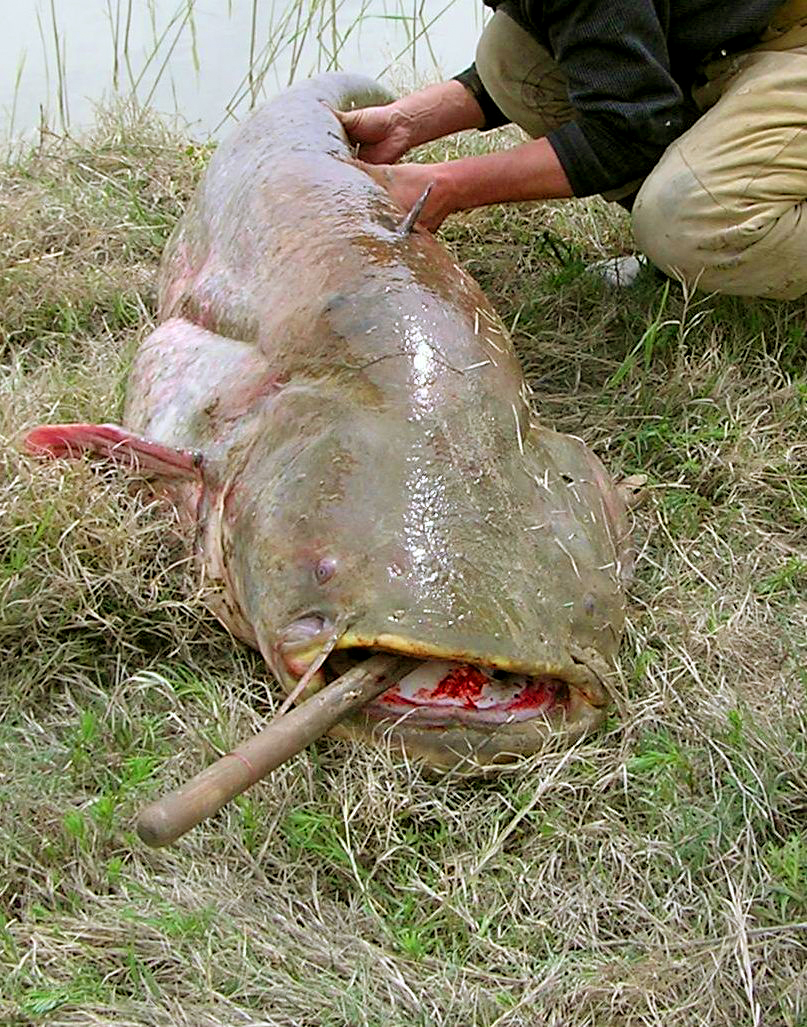
Silur (Silurus glanis)

Silurus és un gènere de peixos de la família dels silúrids i de l'ordre dels siluriformes.

## Taxonomia
- Silurus aristotelis (Garman, 1890)[2]
- Silurus asotus (Linnaeus, 1758)[3]
- Silurus biwaensis (Tomoda, 1961)[4]
- Silurus chantrei (Sauvage, 1882)[5]
- Silurus duanensis (Hu, Lan & Zhang, 2004)[6]
- Silurus erythrogaster (Swainson, 1839)
- Silurus furness, endèmic de Malàisia. (Henry Weed Fowler, 1905)
- Silurus glanis (Linnaeus, 1758)[3]
- Silurus grahami (Regan, 1907)[7]
- Silurus ichneumon (Hermann, 1804)
- Silurus imberbis (Gmelin, 1789)
- Silurus karmouth (Siniu, 1799)
- Silurus lanzhouensis (Chen, 1977)[8]
- Silurus lithophilus (Tomoda, 1961)[4]
- Silurus mento (Regan, 1904)[9]
- Silurus meridionalis (Chen, 1977)[8]
- Silurus microdorsalis (Mori, 1936)[10]
- Silurus morehensis (Arunkumar & Tombi Singh, 1997)[11]
- Silurus palavanensis (Herre, 1924)[12]
- Silurus sinensis (Lacépède, 1803)[13]
- Silurus soldatovi (Nikolskii & Soin, 1948)[14]
- Silurus triostegus (Heckel, 1843)[15][16]
- Silurus undecimalis (Linnaeus, 1758)[17][18][19][20][21][22][23][24]